# Mozaikszók listája: J
Ezen a lapon a J betűvel kezdődő mozaikszók ábécé rend szerinti listája található. A kis- és nagybetűk nem különböznek a besorolás szempontjából.

## Lista: J
- JAK – József Attila Kör
- JATE – József Attila Tudományegyetem
- JPEG – Joint Photographic Experts Group
- JS – JavaScript